# Rally Cataluña de 2000
El Rally Cataluña de 2000, oficialmente 36º Rally Catalunya - Costa Brava (Rallye de España), fue la edición 36º y la quinta ronda de la temporada 2000 del Campeonato Mundial de Rally. Se celebró del 30 de marzo al 2 de abril y contó con quince tramos de asfalto con un total de 383,09 km cronometrados. También fue puntuable para el Campeonato Mundial de Producción y el Campeonato de España.
El ganador fue Colin McRae a bordo de un Ford Focus WRC, que lograba su segunda victoria en la prueba española. Segundo fue Richard Burns con un Subaru Impreza WRC que a pesar de haber dominado durante los primeros compases de la carrera terminó por detrás de su compatriota a solo 5.9 segundos. Tercero terminó Carlos Sainz con el segundo Focus WRC. En el campeonato de producción ganó Uwe Nittel seguido de Gustavo Trelles y Manfred Stohl.

## Itinerario y ganadores
| Día        | Tramo | Hora  | Nombre                   | Distancia | Ganador         | Tiempo  | Vel. media | Líder         |
| ---------- | ----- | ----- | ------------------------ | --------- | --------------- | ------- | ---------- | ------------- |
| 1 (30 mar) | SS1   | 09:57 | La Trona 1               | 12.88km   | Richard Burns   | 9:07.3  | 84.72 km/h | Richard Burns |
| 1 (30 mar) | SS2   | 10:32 | Alpens - Les Llosses 1   | 21.99km   | Richard Burns   | 14:30.3 | 90.96 km/h | Richard Burns |
| 1 (30 mar) | SS3   | 11:30 | Coll de Santigosa 1      | 10.66km   | Carlos Sainz    | 7:07.6  | 89.75 km/h | Richard Burns |
| 1 (30 mar) | SS4   | 14:03 | La Trona 2               | 12.88km   | Richard Burns   | 9:31.5  | 81.13 km/h | Richard Burns |
| 1 (30 mar) | SS5   | 14:38 | Alpens - Les Llosses 2   | 21.99km   | Armin Schwarz   | 15:00.8 | 87.88 km/h | Richard Burns |
| 1 (30 mar) | SS6   | 15:36 | Coll de Santigosa 2      | 10.66km   | Colin McRae     | 7:08.6  | 89.54 km/h | Richard Burns |
| 2 (1 abr)  | SS7   | 08:28 | Gratallops - Escaladei 1 | 45.88 km  | Colin McRae     | 29:00.2 | 94.91 km/h | Colin McRae   |
| 2 (1 abr)  | SS8   | 11:05 | La Riba 1                | 36.16 km  | Tommi Mäkinen   | 22:36.4 | 95.97 km/h | Colin McRae   |
| 2 (1 abr)  | SS9   | 14:03 | Gratallops - Escaladei 2 | 45.88 km  | Colin McRae     | 29:04.1 | 94.70 km/h | Colin McRae   |
| 2 (1 abr)  | SS10  | 16:54 | Coll Roig                | 17.57km   | Carlos Sainz    | 10:41.3 | 98.63 km/h | Colin McRae   |
| 2 (1 abr)  | SS11  | 17:45 | La Riba 2                | 36.16 km  | Carlos Sainz    | 22:41.0 | 95.65 km/h | Colin McRae   |
| 3 (2 abr)  | SS12  | 08:18 | St Julià - Arbúcies 1    | 36.85 km  | Colin McRae     | 22:46.0 | 97.12 km/h | Colin McRae   |
| 3 (2 abr)  | SS13  | 10:11 | Coll de Bracons 1        | 18.34km   | Tommi Mäkinen   | 12:03.7 | 91.23 km/h | Colin McRae   |
| 3 (2 abr)  | SS14  | 12:13 | St Julià - Arbúcies 2    | 36.85km   | Colin McRae     | 22:43.1 | 97.32 km/h | Colin McRae   |
| 3 (2 abr)  | SS15  | 14:06 | Coll de Bracons 1        | 18.34km   | Marcus Grönholm | 12:09.3 | 90.53 km/h | Colin McRae   |

## Clasificación final
| Pos.                 | Piloto               | Copiloto           | Automóvil                    | Tiempo    | Diferencia | Puntos |
| WRC                  | WRC                  | WRC                | WRC                          | WRC       | WRC        | WRC    |
| -------------------- | -------------------- | ------------------ | ---------------------------- | --------- | ---------- | ------ |
| 1.                   | Colin McRae          | Nicky Grist        | Ford Focus WRC               | 4:07:13.0 | 0.0        | 10     |
| 2.                   | Richard Burns        | Robert Reid        | Subaru Impreza WRC           | 4:07:18.9 | +5.9       | 6      |
| 3.                   | Carlos Sainz         | Luis Moya          | Ford Focus WRC               | 4:07:24.7 | +11.7      | 4      |
| 4.                   | Tommi Mäkinen        | Risto Mannisenmäki | Mitsubishi Lancer Evo VI     | 4:09:04.7 | +40.2      | 3      |
| 5.                   | Marcus Grönholm      | Timo Rautiainen    | Peugeot 206 WRC              | 4:09:04.7 | +1:51.7    | 2      |
| 6.                   | Gilles Panizzi       | Hervé Panizzi      | Peugeot 206 WRC              | 4:09:23.9 | +2:10.9    | 1      |
| 7.                   | François Delecour    | Daniel Grataloup   | Peugeot 206 WRC              | 4:10:49.4 | +3:36.4    |        |
| 8.                   | Freddy Loix          | Sven Smeets        | Mitsubishi Carisma GT Evo VI | 4:11:25.5 | +4:12.5    |        |
| 9.                   | Andrea Navarra       | Simona Fedeli      | Toyota Corolla WRC           | 4:12:18.4 | +5:05.4    |        |
| 10.                  | Markko Märtin        | Michael Park       | Toyota Corolla WRC           | 4:12:42.0 | +5:29.0    |        |
| PWRC                 |                      |                    |                              |           |            |        |
| 1. (17.)             | Uwe Nittel           | Detlef Ruf         | Mitsubishi Lancer Evo VI     | 4:26:10.7 | 0.0        | 10     |
| 2. (18.)             | Gustavo Trelles      | Jorge del Buono    | Mitsubishi Lancer Evo VI     | 4:27:33.7 | +1:23.0    | 6      |
| 3. (19.)             | Manfred Stohl        | Peter Müller       | Mitsubishi Lancer Evo VI     | 4:30:39.4 | +4:28.7    | 4      |
| 4. (20.)             | Miguel Campos        | Carlos Magalhães   | Mitsubishi Carisma GT Evo VI | 4:31:06.6 | +4:55.9    | 3      |
| 5. (21.)             | Claudio Menzi        | Edgardo Galindo    | Mitsubishi Lancer Evo VI     | 4:32:10.6 | +5:59.9    | 2      |
| 6. (22.)             | Jani Paasonen        | Jakke Honkanen     | Mitsubishi Carisma GT Evo VI | 4:32:20.9 | +6:10.2    | 1      |
| Campeonato de España |                      |                    |                              |           |            |        |
| 1. (3.)              | Carlos Sainz         | Luis Moya          | Ford Focus WRC               | 4:07:24.7 | 0.0        |        |
| 2. (31.)             | Joan Font            | Manel Muñoz        | Mitsubishi Carisma GT Evo VI | 4:47:29.4 | +40:04.7   |        |
| 3. (34.)             | Enrique García Ojeda | Víctor Pérez       | Peugeot 106 Rallye           | 4:48:15.2 | +40:50.5   |        |